# Чухаджян, Гарник Алексанович
Гарник Алексанович Чухаджян (арм. Չուխաջյան Գառնիկ Ալեքսանի; 28 февраля 1935, Ленинакан — 28 февраля 2021) — советский, армянский и российский химик-органик. Доктор химических наук (1972), профессор (1979), академик НАН РА (1996, член-корреспондент с 1990 года).

## Биография
В 1957 году окончил Ереванский государственный университет. С 1964 по 1982 год был заведующим лабораторией химии мономеров Всесоюзного научно-исследовательского и проектного института полимерных продуктов, а с 1982 по 1993 год — заведующим кафедрой общей биоорганической химии Ереванского медицинского института. С 1994 года проживал в Москве, работал в ООО «Норд-Ост».

## Научная деятельность
Работа Чухаджяна относится к реакциям получения и превращения непредельных соединений в условиях гомогенного и межфазного катализа. Им были разработаны и внедрены в медицину двухслойные, самоклеящиеся биосовместимые мембраны, губки, пластыри, кремы против ожогов и другие средства.

### Публикации
- Куколев В. П.,Балюшина Н. А.,Чухаджян Г. А. Восстановление непредельных соединений муравьиной кислотой в присугствии водорастворимого комплекса родия // Армянский химический журнал. — 1982. — Т. 35, вып. 10. — С. 688—690.
- Ушаков Р. В., Царев В. Н., Ушаков А. Р., Герасимова Т. П., Чухаджян Г. А. Доклиническое изучение стоматологической пленки с комбинированным антимикробным, противовоспалительным и антиоксидантным действием // Сибирский медицинский журнал (Иркутск). — 2015. — Вып. 4. — С. 30—33.